# Yên hầu Vũ
Yên hầu Vũ (chữ Hán: 燕侯舞; trị vì: ?-?), là vị vua thứ ba của nước Yên - chư hầu nhà Chu trong lịch sử Trung Quốc.
Ông tên thật là Cơ Vũ (姬舞), theo Yên quốc sử cảo, ông là con trai của Yên hầu Chỉ- vua thứ hai của nước Yên. Sau khi Yên hầu Chỉ mất, Yên hầu Vũ nối ngôi.
Sử sách không ghi rõ những hành trạng của ông trong thời gian ở ngôi cũng như những sự việc xảy ra tại nước Yên vào thời của ông.
Sau không rõ ông mất năm nào. Sau khi ông mất, con ông là Yên hầu Hiến lên nối ngôi.